# Tommy Lee Sparta
 (septembre 2017).
Si vous disposez d'ouvrages ou d'articles de référence ou si vous connaissez des sites web de qualité traitant du thème abordé ici, merci de compléter l'article en donnant les références utiles à sa vérifiabilité et en les liant à la section « Notes et références ».
Leroy Junior Russell, né le 4 novembre 1987, mieux connu sous son nom de scène de Tommy Lee et plus récemment de Tommy Lee Sparta, est un artiste de dancehall né à Montego Bay en Jamaïque.
Tommy Lee Sparta a gagné en popularité en tant que membre d'Adidjahiem Records et associé au Portmore Empire sous la direction de Vybz Kartel. Il a été une figure controversée dans le dancehall en raison de son style auto-décrit "Gothic Dancehall" (Dancehall Gothique), qui comporte souvent des sujets sombres.

## Biographie
Selon Tommy Lee Sparta, ce n'est que pendant sa performance à la fête d'anniversaire de Vybz Kartel le 7 janvier 2010 qu'il décide de prendre l'idée d'être un artiste plus sérieusement, et il accepta rapidement l'offre de devenir un membre officiel du Portmore Empire (Gaza). "Warn Dem", sorti en novembre 2010, était le premier succès reconnu de Tommy Lee Sparta, basé sur un riddim de Da Wiz, son producteur original de Snipa Studios. Le clip accompagnant le titre, dirigée par Dk Konsepp, était également une première pour l'artiste.
Le succès de Tommy Lee Sparta est arrivé avec "Some Bwoy (Link Pon Wi Chain)" sur le "So Bad Riddim" de 2011. Cependant, ce n'est qu'après l'arrestation de Kartel et la sortie du clip en 2012, sous la nouvelle direction de "Heavy-D" Fraser Junior, que le single a gagné en popularité. Le single a parcouru le premier rang de nombreuses charts musicaux informelles de Jamaïque, dont Pree Dis et Entertainment Report, et la vidéo a été en forte diffusion sur les stations caribéennes telles que RETV, Hype TV et Tempo Networks. "Some Bwoy", ainsi que des singles de suivi tels que "Psycho", "Buss a Blank", et "Shook (Uncle Demon)", ont donné à Tommy Lee Sparta une exposition significative localement, et en 2012 il était un artiste en tête pour le Reggae Sumfest à Montego Bay et le festival de musique Sting à Portmore.
En mai 2012, Adidjahiem Records a été fermée, citant les problèmes juridiques du propriétaire Vybz Kartel et le manque de capacité à représenter / promouvoir les artistes comme raisons de la fermeture. Avec l'ancienne étiquette de Gaza Slim, Tommy Lee Sparta a lancé une nouvelle étiquette intitulée PG13, qui serait dirigée par lui-même jusqu'à ce que Vybz Kartel soit libéré de prison. La liste de l'étiquette omet notamment Popcaan, l'autre grand compagnon d'étiquette d'Adidjaheim.
En septembre 2012, Tommy Lee a annoncé qu'il changerait son nom de scène à Tommy Lee Sparta pour des buts de marque et se différencierait du batteur de Mötley Crüe Tommy Lee et de l'acteur Tommy Lee Jones. L'élément "Sparta" dérive d'un nom informel donné à la partie de Flankers où il a grandi. Le changement a été suggéré par son avocat comme un moyen de contrecarrer les éventuels artistes copieurs de se faire passer pour l'artiste.
Usain Bolt, Warren Weir et plusieurs autres sprinteurs jamaïcains ont déclaré leur appréciation envers Tommy Lee Sparta et Adidjahiem Records, allant jusqu'à mettre en avant le signe de la clique popularisée par Tommy Lee Sparta après que la Jamaïque a remporté les trois médailles aux 200 mètres masculins dans les Jeux olympiques d'été de 2012. En réponse, Tommy Lee Sparta a publié des remixs pour ses chansons "Psycho" et "Some Bwoy" avec des paroles modifiées rendant hommage aux sprinters jamaïcains.

## Querelle avec Bounty Killer
En septembre 2012, une querelle s'est formée entre Tommy Lee Sparta et le leader de l'Alliance Bounty Killer sur une série de messages sur Twitter qui ont été perçus comme une insulte envers Tommy Lee Sparta. Un tel message de Bounty Killer, le 8 septembre, a déclaré : "Noël est pour le Christ, le démon ou le diable ne peuvent pas gagné, nous allons les saigner à mort durant le Sting !!!" Cela a été largement considéré comme une référence au personnage "Uncle Demon" (ou "Oncle Démon") de Tommy Lee Sparta et une menace contre l'artiste concernant le festival de musique Sting à venir lors du Boxing Day. Bounty Killer, cependant, a nié que le tweet était dirigé vers Tommy Lee Sparta, affirmant que le message était contre le diable et pas n'importe quel artiste en particulier. Tommy Lee Sparta a déclaré qu'il avait un grand respect pour l'artiste en tant qu'artiste de Dancehall plus âgé, et que, comme la déclaration était probablement faite pour recueillir de la publicité, il ne répondrait pas irrespectueusement.
Cependant, juste un peu plus d'une semaine plus tard, Tommy Lee Sparta publie le clip pour une nouvelle chanson diss dirigée vers Bounty Killer intitulée "Goat Head" (Tête de chèvre). Bounty Killer répond le mois suivant avec deux de ses propres chansons, "Di Gaad" (traduction de "The God" en patois jamaicain qui veut dire "Le Dieu") et "Nyammy Lee" ("Nyam" veut dire "manger" en patois jamaicain, contracté avec "Tommy" ce qui se traduirait approximativement par "Tommy Lee le mangeur"). À la suite de la querelle croissante, les deux artistes devraient entrer en conflit pendant le Sting 2012, avec Bounty Killer comparant le match comme équivalent à « un géant et une fourmi ». Cependant, lorsque le promoteur principal du Sting, Isaiah Laing, impliquait que Tommy Lee Sparta pourrait avoir une chance de vaincre l'artiste vétéran, Bounty Killer voit la remarque comme une insulte annule sa performance. Au cours de la performance de Tommy Lee Sparta au Sting, il exprime son soutien et son respect pour Bounty Killer, et les deux artistes ont déclaré qu'ils considéraient que la querelle était terminée.

## Vie privée
Leroy est né en 1987 et a grandi dans Flankers, une communauté résidentielle non officielle située juste à l'est de l'aéroport international de Sangster à Montego Bay. Il a quatre sœurs et un frère aîné. Une sœur, Denise Baker, vit à Allentown, PA avec son mari, Kirk Baker, le cousin d'Andrew Henry et ses cinq enfants: Darion "Deejay" Henry, l'aîné, Donovan "Popatime" Henry et Gerard Henry.
Russell a obtenu un visa américain en juin 2014. Tommy Lee Sparta affirme qu'il n'a que "pree music" (regarder la musique avec insistance en traduisant approximativement) dans sa performance du Sting 2013.
Il décrit son éducation comme difficile, ayant perdu son père à l'âge de 9 ans. Russell fréquenta l'Anchovy High School dans la ville voisine d'Anchovy. Il a eu son premier enfant à l'âge de 14 ans alors qu'il était en 8e année (équivalent de la 4e en France) par sa petite amie de lycée, Donna qui était alors en la 11e année (équivalent de la 1re en France).
 
En février 2014, il a été accusé avec quatre autres personnes dans le cadre d'une escroquerie de loterie.